# Chiesa di San Domenico (Terracina)
La chiesa di San Domenico è una chiesa di Terracina, in provincia di Latina.

## Storia
La costruzione della chiesa fu iniziata intorno alla metà del XIII secolo, seguendo le regole dell'architettura cistercense adottando, però, le versioni degli ordini mendicanti.  Il convento di clausura e il suo chiostro sono state bombardati durante la seconda guerra mondiale, ma continuano a mantenere il loro piano di base.

## Descrizione
La chiesa, che è stata finalmente restaurata nell'anno 2012, ha una facciata con un portale architravato e un piccolo portico. Il rosone, eseguito con archi incrociati sorretti da colonne di piccole dimensioni, è molto fine. L'interno è a una sola navata, con transetto e un coro rettilineo. Il campanile è molto antico ma non contiene nessuna campana in quanto, precipitata a terra a causa dei bombardamenti, è stata rubata qualche anno fa. La struttura, perfettamente restaurata, attende che venga restituita alla città come Auditorium e per questo si attende solo l'operato dell'amministrazione comunale per i passi da compiere in questo senso.

## Confusione con l'omonima parrocchia terracinese
La chiesa non va confusa con l'omonima parrocchia terracinese, di costruzione più recente e dedicata a San Domenico Savio a differenza del San Domenico Martire (Domenico di Guzmán).